# Podochilus tenuis
Podochilus tenuis är en orkidéart som först beskrevs av Carl Ludwig von Blume, och fick sitt nu gällande namn av John Lindley. Podochilus tenuis ingår i släktet Podochilus och familjen orkidéer. Inga underarter finns listade i Catalogue of Life.